# Hanna Muralt Müller
Hanna Muralt Müller (* 16. November 1947 in Zollbrück, Kanton Bern) ist eine ehemalige Schweizer Bundesangestellte. Von 1991 bis 2005 war sie Vizekanzlerin der Schweiz und erste Frau in dieser Funktion. Sie ist Mitglied der Sozialdemokratischen Partei (SP).
Als Vizekanzlerin unterstützte Hanna Muralt Müller zuerst Bundeskanzler François Couchepin, dann Bundeskanzlerin Annemarie Huber-Hotz. Sie war in dieser Funktion Mitglied der dreiköpfigen Führung der Bundeskanzlei und leitete mehrere Sektionen und Dienste, unter anderen jene für die Bundesratsgeschäfte, für die Rechtsfragen und für die amtlichen Veröffentlichungen. Sie nahm an allen Bundesratssitzungen teil und war für die Abfassung der Beschlüsse zuständig. Zudem initiierte sie mehrere Projekte im Bereich von E-Government.

## Biographie
Hanna Muralt Müller wuchs als drittes Kind mit fünf Geschwistern in Zollbrück auf (Gemeinde Lauperswil, Emmental). Ihre Eltern betrieben eine mechanische Werkstätte. In der damals vierjährigen Ausbildung am Staatlichen Lehrerinnenseminar in Thun erwarb sie das Lehrerinnenpatent und war anschliessend drei Jahre im Schuldienst tätig. Nach dem Studium der Geschichte und Linguistik an der Philosophisch-historischen Fakultät der Universität Bern (Lizenziat 1976) wirkte sie als wissenschaftliche Sekretärin einer ausserparlamentarischen Kommission des Kantons Bern zum Thema der Regionenbildung und verfasste gleichzeitig eine interdisziplinär ausgerichtete Dissertation mit dem Titel «Region. Utopie oder Realität?» (Promotion 1983). Es folgte eine Anstellung als Adjunktin im damaligen Bundesamt Bildung und Wissenschaft (heute integriert im Staatssekretariat für Bildung, Forschung und Innovation). Im Jahr 1987 wechselte sie ins Direktionssekretariat von Bundeskanzler Walter Buser. Nach seinem Rücktritt 1991 wählte die Bundesversammlung den damaligen Vizekanzler François Couchepin zum Nachfolger, und Hanna Muralt Müller wurde vom Bundesrat zur Vizekanzlerin ernannt.

### Vizekanzlerin
Die neuen Technologien prägten zunehmend die Arbeit in der Bundeskanzlei. Bereits in den Jahren unter Bundeskanzler François Couchepin befasste sich Hanna Muralt Müller eingehend mit den Rechtserlassen und ihrer Umstellung vom Papier auf die elektronische Publikation, was eine Reorganisation des Erarbeitungsprozesses vom ersten Entwurf bis zur Beschlussfassung im Bundesrat voraussetzte. Ab 1998 waren die Systematische Rechtssammlung und die Amtliche Sammlung auf dem Internet einsehbar, ab 1999 auch das Bundesblatt. Zusammen mit Thomas Koller rief Hanna Muralt Müller eine neue Tagungsreihe ins Leben und wirkte bei der Herausgabe der ersten drei Tagungspublikationen mit (2000, 2001, 2002). Unter dem Titel «Tagung für Informatik und Recht» wurden die mit der dynamischen Entwicklung der Rechtsinformatik und des Informatikrechts zusammenhängenden Fragen diskutiert.
Unmittelbar nach dem Amtsantritt von Bundeskanzlerin Annemarie Huber-Hotz (zu Beginn des Jahres 2000) widmete sich Hanna Muralt Müller zwei weiteren Projekten. Beim ersten ging es um den Aufbau einer Plattform für den Behördenkontakt, gegliedert nach Lebenslagen und über alle drei Staatsebenen – Bund, Kantone und Gemeinden. Das zweite betraf Vote électronique (E-Voting) und Pilotprojekte in damals drei verschiedenen Kantonen (Genf, Neuenburg und Zürich).

### Politische Aktivitäten
Bereits während des Studiums war Hanna Muralt Müller politisch aktiv. Sie wirkte im Vorstand der Studentenschaft der Universität Bern mit und anschliessend auch im Vorstand der Schweizerischen Studentenschaften (1976–1978). Im Jahr 1976 wurde sie Mitglied der Sozialdemokratischen Partei (SP). Bei der Bundesratswahl 1999 (Gesamterneuerungswahlen des Bundesrates, Wahl der Bundeskanzlerin) war sie Kandidatin der SP für das Amt der Bundeskanzlerin. Sie blieb ihrer Partei stets verbunden und engagierte sich in verschiedenen SP-Gremien auf nationaler Ebene für die digitale Transformation im Bildungswesen.

### Wirken nach ihrem Rücktritt
Nach ihrem Rücktritt als Vizekanzlerin im Sommer 2005 wirkte Hanna Muralt Müller als Sonderbeauftragte für internationale Fragen im Bereich E-Government. Sie verfolgte die Aktivitäten innerhalb von EU und OECD, vermittelte verwaltungsintern und ‑extern zahlreiche Impulse, namentlich zu einer ersten Version der E-Government-Strategie Schweiz. Auf Anfrage der OECD war sie an der Erarbeitung einer Studie zu E-Government in Belgien beteiligt und organisierte im Auftrag der Bundeskanzlerin ein Treffen der Chefs der Regierungszentralen der OECD-Mitgliedstaaten im Herbst 2007 in Bern.
Anfang 2006 übernahm sie das Präsidium der Schweizerischen Stiftung für audiovisuelle Bildungsangebote (SSAB). Nach ihrer Pensionierung widmete sie sich auf ehrenamtlicher Basis voll dem Aufbau des SSAB-Netzwerkes, um die Digitalisierung im Bildungswesen auf allen Stufen voranzubringen.  Sie gab 2012 das Präsidium ab, um sich als Vizepräsidentin und Delegierte für das SSAB-Netzwerk den wachsenden strategischen und operativen Aufgaben der Stiftung zu widmen. Da die Stiftung nur über ungenügende Finanzmittel verfügte und deshalb nicht überlebensfähig war, verfolgte Hanna Muralt Müller über Jahre hinweg das Ziel, die Weiterführung der von ihr initiierten Aktivitäten durch Kooperationen ausserhalb der Stiftung sicherzustellen (Weiterführung der jährlichen Tagung, Austausch von innovativen Digitalisierungsprojekten über die Sprachgrenzen hinweg). Dies gelang schliesslich, so dass die Eidgenössische Stiftungsaufsicht die SSAB im Verlauf des Jahres 2019 aufheben konnte. Die SSAB-Website wurde anschliessend in eine Archivseite umgestaltet, damit wichtige Materialien aus den SSAB-Aktivitäten weiterhin zur Verfügung gestellt werden konnten.
Seitdem ist Hanna Muralt Müller weiterhin ehrenamtlich bei den Folgeprojekten aktiv.

### Privat
Hanna Muralt Müller ist verheiratet mit Jürg Müller, Journalist. Das Ehepaar ist kinderlos. Neben Deutsch spricht sie auch Französisch, Italienisch und Englisch.
Sie behielt bei ihrer Heirat ihren Ledignamen. Gemäss damaligem Eherecht konnte sie den Namen des Gatten ohne Bindestrich anfügen, womit ersichtlich wurde, dass es sich bei diesem Doppelnamen nicht um einen Allianznamen handelte. Ihr Ehemann wählte den üblichen Allianznamen mit Bindestrich (Jürg Müller-Muralt).
Der Familienname Muralt mit Heimatort Trub ist vom Adelsgeschlecht der von Muralt zu unterscheiden, obwohl sie beide gemeinsame Wurzeln haben (Nachkommen der Glaubensflüchtlinge aus Muralto, Tessin, vertrieben 1555 im Zuge der Gegenreformation).

## Werke
- Region – Utopie oder Realität? Eine interdisziplinäre Studie zu den Regionalisierungsbestrebungen im Kanton Bern. Benteli, Bern 1983, ISBN 3-7165-0459-9 (= Helvetia politica. Series B, 19); (Diss. phil.-hist. Bern u.d.T.: Die Frage der Regionenbildung im Kanton Bern).
- Elektronische Publikation von Rechtserlassen als erster Schritt zum E-Government – neue Herausforderungen für die Bundeskanzlei und die Staatskanzleien. In: Jubiläumsschrift 100 Jahre Schweizerische Staatsschreiberkonferenz. Staatskanzlei – Stabsstelle im Zentrum der Entscheidungsprozesse. Standortbestimmung und Ausblick aus Anlass des Jubiläums. Staatskanzlei Graubünden, August 2000, S. 136–151.
- E-Government als neue Herausforderung. In: Michael Gisler, Dieter Spahni (Hrsg.): eGovernment. Eine Standortbestimmung. P. Haupt, Bern 2001, ISBN 3-258-06268-4, S. 3–11.
- mit Thomas Koller: Guichet virtuel und E-Voting – Gemeinschaftswerke von Bund, Kantonen und Gemeinden. In: Tagung 2000 für Informatik & Recht. Stämpfli, Bern 2001, ISBN 3-7272-2160-7, S. 11–28.
- mit Andreas Auer; Thomas Koller (Hrsg.): Vote électronique im Rahmen übergreifender Strategien des Bundesrates. In: E-Voting. Tagung 2002 für Informatik & Recht. Stämpfli, Bern 2003, ISBN 3-7272-2162-3, S. 13–28.
- E-Voting: Switzerland’s Policies and Projects. In: E-Government. Proceedings of the Fifth Congress of the European Association of Legislation (EAL) in Athens (Greece), November 28th – 29th, 2002. Edited by Ulrich Karpen. Nomos, Baden-Baden 2005, ISBN 3-8329-1079-4 (= European Association of Legislation (EAL), Deutsche Gesellschaft für Gesetzgebung (DGG). Vol. 8).
- Lehren und Lernen aus der Tätigkeit von Archiven und Museen. In: Audiovisuelle Archive machen Schule. Les archives audiovisuelles font école. Zweites Memoriav-Kolloquium, La Chaux-de-Fonds 2007. hier + jetzt, Baden 2008, ISBN 978-3-03919-107-9 (= Colloque Memoriav Kolloquium. 2). S. 41–47.
- Ein Netzwerk als Antwort auf neuartige Herausforderungen. In: Kurt Deggeller, Ursula Ganz-Blättler, Ruth Hungerbühler (Hrsg.): Gehört – Gesehen / Heard – Seen. Das audiovisuelle Erbe und die Wissenschaft. The Uses of Digitised Archives for the Sciences. hier + jetzt, Baden 2007, ISBN 978-3-03919-062-1, S. 96–101.
- Netzwerke als lebendige Lernorganisation. In: Per Bergamin, Gerhard Pfander (Hrsg.): Medien im Bildungswesen. Medienkompetenz und Organisationsentwicklung. h.e.p., Bern 2007, ISBN 978-3-03905-411-4, S. 145–168.
- Neue Kultur der Auswertung von Wissen. Open-Source-Software, Open Access und Open Educational Resources. In: Per Bergamin, Hanna Muralt Müller, Christian Filk (Hrsg.): Offene Bildungsinhalte (OER). Teilen von Wissen oder Gratisbildungskultur?  h.e.p., Bern 2009, ISBN 978-3-03905-494-7, S. 39–71.